# Olympische Sommerspiele 2020/Hockey
Bei den Olympischen Spielen 2020 in Tokio wurden vom 24. Juli bis zum 6. August 2021 zwei Wettbewerbe im Hockey ausgetragen. Am Turnier nahmen bei den Frauen und Männern jeweils zwölf Mannschaften teil.

## Zeitplan
| Zeitplan Hockey | Zeitplan Hockey | Zeitplan Hockey | Zeitplan Hockey | Zeitplan Hockey | Zeitplan Hockey | Zeitplan Hockey | Zeitplan Hockey | Zeitplan Hockey | Zeitplan Hockey | Zeitplan Hockey | Zeitplan Hockey | Zeitplan Hockey | Zeitplan Hockey | Zeitplan Hockey |
| Wettbewerbe     | Juli 2021       | Juli 2021       | Juli 2021       | Juli 2021       | Juli 2021       | Juli 2021       | Juli 2021       | Juli 2021       | August 2021     | August 2021     | August 2021     | August 2021     | August 2021     | August 2021     |
| Wettbewerbe     | 24.             | 25.             | 26.             | 27.             | 28.             | 29              | 30.             | 31.             | 1               | 2.              | 3.              | 4.              | 5.              | 6.              |
| --------------- | --------------- | --------------- | --------------- | --------------- | --------------- | --------------- | --------------- | --------------- | --------------- | --------------- | --------------- | --------------- | --------------- | --------------- |
| Herren          | VR              | VR              | VR              | VR              | VR              | VR              | VR              |                 | VF              |                 | HF              |                 |                 |                 |
| Damen           | VR              | VR              | VR              |                 | VR              | VR              | VR              | VR              |                 | VF              |                 | HF              |                 |                 |
| Entscheidungen  | 0               | 0               | 0               | 0               | 0               | 0               | 0               | 0               | 0               | 0               | 0               | 0               | 1               | 1               |

| VR | Vorrunde | VF | Viertelfinale | HF | Halbfinale |  | Medaillenentscheidung |

## Bilanz

### Medaillenspiegel
| Platz  | Land           | Gold | Silber | Bronze | Gesamt |
| ------ | -------------- | ---- | ------ | ------ | ------ |
| 1      | Belgien        | 1    | –      | –      | 1      |
| 1      | Niederlande    | 1    | –      | –      | 1      |
| 3      | Argentinien    | –    | 1      | –      | 1      |
| 3      | Australien     | –    | 1      | –      | 1      |
| 5      | Großbritannien | –    | –      | 1      | 1      |
| 5      | Indien         | –    | –      | 1      | 1      |
| Gesamt | Gesamt         | 1    | 1      | 2      | 4      |

### Medaillengewinner
| Disziplin | Gold | Silber | Bronze |
| --------- | --- | --- | --- |
| Herren    | BelgienArthur Van Doren John-John Dohmen Florent Van Aubel Sébastien Dockier Cédric Charlier Gauthier Boccard Nicolas De Kerpel Alexander Hendrickx Félix Denayer Vincent Vanasch Simon Gougnard Arthur De Sloover Antoine Kina Loïck Luypaert Victor Wegnez Tom Boon Augustin Meurmans Thomas Briels | AustralienDaniel Beale Joshua Beltz Tim Brand Andrew Charter Thomas Craig Matthew Dawson Blake Govers Jeremy Hayward Tim Howard Dylan Martin Trent Mitton Edward Ockenden Flynn Ogilvie Lachlan Sharp Joshua Simmonds Jacob Whetton Tom Wickham Aran Zalewski                                         | IndienDilpreet Singh Rupinder Pal Singh Surender Kumar Manpreet Singh Hardik Singh Gurjant Singh Simranjeet Singh Mandeep Singh Harmanpreet Singh Lalit Upadhyay P. R. Sreejesh Sumit Nilakanta Sharma Shamsher Singh Varun Kumar Birendra Lakra Amit Rohidas Vivek Prasad |
| Damen     | NiederlandeFelice Albers Margot van Geffen Eva de Goede Marloes Keetels Josine Koning Sanne Koolen Laurien Leurink Caia van Maasakker Frédérique Matla Laura Nunnink Malou Pheninckx Pien Sanders Lauren Stam Maria Verschoor Xan de Waard Lidewij Welten                                             | ArgentinienBelén Succi Sofía Toccalino Agustina Gorzelany Valentina Raposo Agostina Alonso Agustina Albertario María José Granatto Delfina Merino Rocío Sánchez Moccia Victoria Sauze Victoria Granatto Eugenia Trinchinetti Micaela Retegui Noel Barrionuevo Julieta Jankunas Valentina Costa Biondi | GroßbritannienGiselle Ansley Grace Balsdon Fiona Crackles Maddie Hinch Sarah Jones Hannah Martin Shona McCallin Lily Owsley Hollie Pearne-Webb Izzy Petter Ellie Rayer Sarah Robertson Anna Toman Susannah Townsend Laura Unsworth Leah Wilkinson                          |

## Hockeyturnier der Herren
Für das olympische Hockeyturnier der Herren konnten sich folgende Mannschaften qualifizieren:
| Qualifikationswettbewerb            | Datum                          | Ort             | Plätze | Qualifizierte Teams |
| ----------------------------------- | ------------------------------ | --------------- | ------ | ------------------- |
| Gastgeber                           | 7. September 2013              | Buenos Aires    | 1      | Japan               |
| Asienspiele 2018                    | 19. August – 1. September 2018 | Jakarta         | 1 0    | – *                 |
| Panamerikanische Spiele             | 30. Juli – 10. August 2019     | Lima            | 1      | Argentinien         |
| Afrikanisches Qualifikationsturnier | 12.–18. August 2019            | Stellenbosch    | 1      | Südafrika           |
| Europameisterschaft 2019            | 16.–25. August 2019            | Antwerpen       | 1      | Belgien             |
| Ozeanienmeisterschaft 2019          | 1.–8. September 2019           | Rockhampton     | 1      | Australien          |
| Qualifikationsspiele                | 25. Oktober – 3. November 2019 | Valencia        | 7      | Spanien             |
| Qualifikationsspiele                | 25. Oktober – 3. November 2019 | Amstelveen      | 7      | Niederlande         |
| Qualifikationsspiele                | 25. Oktober – 3. November 2019 | West Vancouver  | 7      | Kanada              |
| Qualifikationsspiele                | 25. Oktober – 3. November 2019 | Bhubaneswar     | 7      | Indien              |
| Qualifikationsspiele                | 25. Oktober – 3. November 2019 | Stratford       | 7      | Neuseeland          |
| Qualifikationsspiele                | 25. Oktober – 3. November 2019 | Mönchengladbach | 7      | Deutschland         |
| Qualifikationsspiele                | 25. Oktober – 3. November 2019 | London          | 7      | Großbritannien      |
| Gesamt                              | Gesamt                         | Gesamt          | 12     | 12                  |

## Hockeyturnier der Damen
Für das olympische Hockeyturnier der Damen konnten sich folgende Mannschaften qualifizieren:
| Qualifikationswettbewerb            | Datum                          | Ort             | Plätze | Qualifizierte Teams |
| ----------------------------------- | ------------------------------ | --------------- | ------ | ------------------- |
| Gastgeber                           | 7. September 2013              | Buenos Aires    | 1      | Japan               |
| Asienspiele 2018                    | 19. August – 1. September 2018 | Jakarta         | 1 0    | – *                 |
| Panamerikanische Spiele             | 30. Juli – 10. August 2019     | Lima            | 1      | Argentinien         |
| Afrikanisches Qualifikationsturnier | 12.–18. August 2019            | Stellenbosch    | 1      | Südafrika           |
| Europameisterschaft 2019            | 16.–25. August 2019            | Antwerpen       | 1      | Niederlande         |
| Ozeanienmeisterschaft 2019          | 1.–8. September 2019           | Rockhampton     | 1      | Neuseeland          |
| Qualifikationsspiele                | 25. Oktober – 3. November 2019 | Perth           | 7      | Australien          |
| Qualifikationsspiele                | 25. Oktober – 3. November 2019 | Changzhou       | 7      | China               |
| Qualifikationsspiele                | 25. Oktober – 3. November 2019 | Valencia        | 7      | Spanien             |
| Qualifikationsspiele                | 25. Oktober – 3. November 2019 | Bhubaneswar     | 7      | Indien              |
| Qualifikationsspiele                | 25. Oktober – 3. November 2019 | Mönchengladbach | 7      | Deutschland         |
| Qualifikationsspiele                | 25. Oktober – 3. November 2019 | London          | 7      | Großbritannien      |
| Qualifikationsspiele                | 25. Oktober – 3. November 2019 | Dublin          | 7      | Irland              |
| Gesamt                              | Gesamt                         | Gesamt          | 12     | 12                  |